# الدجرة، البيضاء
الدجرة هي إحدى قرى الجمهورية اليمنية. وهي تتبع جغرافيًا لمحافظة البيضاء. وإداريًا لمديرية البيضاء. يبلغ تعداد سكانها 1603 نسمة حسب الإحصاء الذي جرى عام 2004.